# Constitutio de regalibus
Constitutio de regalibus ist die nicht zeitgenössische Bezeichnung für das Weistum, das im Auftrag Kaiser Friedrichs I. auf dem Reichstag von Roncaglia 1158 durch Bologneser Juristen (Bulgarus, Martinus Gosia, Iacobus und Hugo de Porta Ravennate) sowie 28 Vertreter von 14 lombardischen Städten erstellt wurde. Die finanziell nutzbaren Rechte wie Zoll, Münze oder Wegerechte und die delegierten Herrschaftsrechte, die als Regalien verstanden wurden, wurden in ihrer Gesamtheit dem Kaiser zugestanden, der nur diejenigen wieder ausgeben sollte, deren rechtmäßiger Besitz nachgewiesen werden konnte. In der Praxis sind jedoch örtliche Abweichungen von dieser allgemeinen Beschreibung der Rechtsordnung zu beobachten. In den Städten wurden nach der Tagung durch Legaten die Regalien und ihre Erträge ermittelt, zudem sollte das Fodrum eingetrieben werden. Zunächst scheiterten die Bestimmungen am Widerstand des Lombardischen Städtebundes, erst 1183 wurde im Frieden von Konstanz die Anerkennung der kaiserlichen Hoheitsrechte erreicht, die den Städten dann gegen Zinszahlungen überlassen wurden.